# Said Goutseriev
Né le 18 avril 1988 à Moscou, Said Goutseriev est un entrepreneur russe.

## Biographie
Il est le deuxième fils de l'un des entrepreneurs les plus riches de Russie, Mikhail Goutseriev. A l'âge de 8 ans il est scolarisé au Royaume-Uni. A 13 ans il termine l'école primaire de Papplewick, située à proximité d'Ascot dans le Berkshire. Par la suite, il étudie au pensionnat indépendant de Harrow.
Il poursuit ses études à l'Université d'Oxford, où il obtient une maîtrise en archéologie et géologie. Il s'inscrit ensuite à l'Université de Plymouth, où il obtient une maîtrise en gestion des affaires pétrolières et gazières.
Après avoir obtenu son diplôme de l'Université de Plymouth, il travaille de 2012 à 2014 chez Glencore (une société commerciale anglo-suisse) à Londres. Said Goutseriev débute en tant qu'analyste au Département du Financement Structuré des Projets Pétroliers et poursuit ensuite sa carrière au bureau financier de la société.
Depuis 2014, Said Goutseriev dirige la holding pétrolière ForteInvest. La structure, dont les revenus totaux dépassent 350 milliards de roubles, comprend trois raffineries de pétrole et un certain nombre d'actifs de production. Said Goutseriev est membre du conseil d'administration de Russian Coal JSC, Neftisa RussNeft PJSC, M.Video, Safmar Financial Investments PJSC  et d'autres sociétés.
En 2019, Said Goutseriev est l'un des premiers investisseurs dans la société de change de cryptomonnaies, Currency.com, basée en Biélorussie.
En 2018, le magazine Forbes l'intègre à la liste des 200 hommes d'affaires russes les plus riches, sa fortune nette de 750 millions de dollars le plaçant au 135e rang de la liste. En 2019, sa valeur nette est évaluée à 1,2 milliard de dollars. La fortune nette totale de la famille Goutseriev représente 6 milliards de dollars, ce qui en fait la famille la plus riche de Russie.
Il est marié depuis 2016 avec Khadija Uzhakhovs. Leur mariage, qui s'est déroulé à Moscou, aurait été le plus coûteux jamais réalisé.